# La grande question sur la vie, l'Univers et le reste
La grande question sur la vie, l'Univers et le reste (en anglais : The Ultimate Question of Life, the Universe and Everything) est, dans l'œuvre de science-fiction de Douglas Adams Le Guide du voyageur galactique, la question ultime sur le sens de la vie. Une réponse est proposée : le nombre 42, mais le problème est que personne ne sait précisément à quelle question elle répond. Dans l'histoire, la réponse est cherchée par le super-ordinateur Pensées profondes (Deep Thought en version originale et Grand Compute Un dans les anciennes éditions). Cependant, celui-ci n'était pas assez puissant pour fournir la question ultime après avoir calculé la réponse durant 7,5 millions d'années. La réponse de Pensées profondes embarque les protagonistes dans une quête pour découvrir la question qui y correspond.

## Dans l'histoire

### La recherche de la question ultime

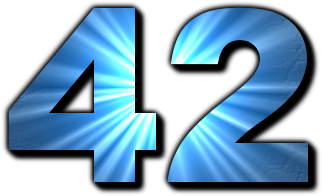
La réponse ultime.

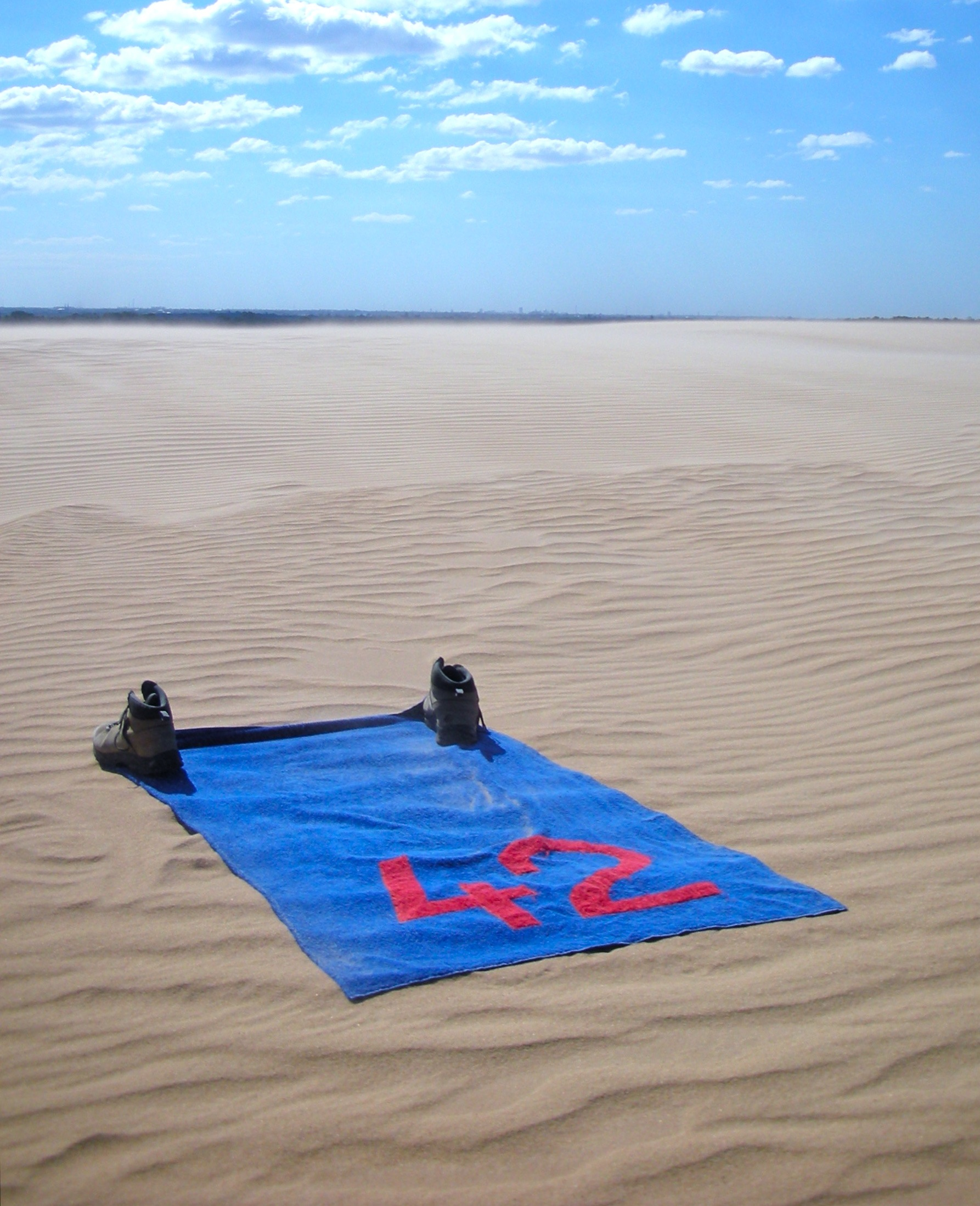
Serviette 42 à l'occasion du Jour de la serviette, autre référence au Guide du voyageur galactique.

Selon Le Guide du voyageur galactique, des chercheurs d'un peuple hyper-intelligent et pan-dimensionnel construisirent le deuxième plus grand ordinateur de tous les temps, Pensées profondes, pour calculer la réponse à la grande question sur la vie, l'Univers et le reste. Après sept millions et demi d'années à réfléchir à la question, Pensées profondes fournit enfin la réponse : « quarante-deux ».

« Quarante-deux ! cria Loonquawl. Et c'est tout ce que t'as à nous montrer au bout de sept millions et demi d'années de boulot ?

— J'ai vérifié très soigneusement, dit l'ordinateur, et c'est incontestablement la réponse exacte. Je crois que le problème, pour être tout à fait franc avec vous, est que vous n'avez jamais vraiment bien saisi la question. »

Pensées profondes informa les chercheurs qu'il construirait un deuxième ordinateur plus puissant, qui inclurait des êtres vivants dans son processus, pour leur dire quelle est la question. Cet ordinateur s'appelait la Terre et était si grand qu'on le confondait souvent avec une planète. Les chercheurs eux-mêmes prirent l'apparence de souris pour faire fonctionner le programme. Mais la question fut perdue cinq minutes avant le moment où elle devait être trouvée, à cause de la démolition de la Terre par les Vogons, soi-disant pour construire une voie hyperspatiale. Plus tard dans la série, on apprend que les Vogons ont été engagés pour détruire la Terre par une association de philosophes et de psychiatres qui craignaient de perdre leur travail, une fois que tout le monde connaîtrait le sens de la vie.
Faute de connaître la question, les souris proposèrent « Combien de routes un homme doit-il prendre ? » (en anglais « How many roads must a man walk down? », le premier vers de la chanson Blowin' in the Wind de Bob Dylan), après avoir envisagé et rejeté diverses autres questions comme « Qu'est-ce qui est jaune et dangereux ? » (la réponse est « un flan infesté de requins »).
À la fin de Globalement inoffensive, qui est le dernier roman de la série, il y a une dernière apparition du nombre 42. Tandis qu'Arthur et Ford sont déposés au club Beta, Ford crie au chauffeur de taxi de s'arrêter « là, au quarante-deux […] juste ici ! » La Terre entière (dans toutes les dimensions) est immédiatement détruite après cette dernière référence, ce qui pourrait laisser penser que la question ultime est « Où est-ce que tout se finit ? »

### Les pièces de Scrabble d'Arthur
À la fin de la première série radiophonique, de la série télévisée et du livre Le Dernier Restaurant avant la fin du monde, le deuxième de la pentalogie, Arthur Dent — le dernier humain à avoir quitté la Terre avant sa destruction, et donc la partie de l'ordinateur la plus susceptible de trouver la question — essaie de la découvrir en l'extrayant de son subconscient, en piochant au hasard des lettres de Scrabble. Il obtient ainsi la phrase « Quel est le produit de six par 7 ».

« Six fois neuf. Quarante-deux.

— C'est tout. Il n'y a rien d'autre. »

Bien sûr, 6 × 9 = 54, pas 42 (sauf en base 13). Il y a plusieurs interprétations possibles. L'une d'entre elles serait qu'Arthur ait effectivement découvert la question ultime, et que celle-ci ne correspond pas à la réponse simplement parce que l'Univers est absurde et irrationnel. Arthur Dent accepte cette explication dans la série radiophonique, quand il remarque : « J'ai toujours dit qu'il y avait quelque chose de fondamental qui n'allait pas avec l'Univers ». Cependant, cette explication est contredite par le livre, principalement par le fait que la réflexion de la Terre n'était pas finie quand elle a été détruite.
Une autre explication serait que le programme (la Terre) aurait fonctionné correctement s'il n'avait pas été dérangé par des événements comme l'écrasement des Golganfricheux. Ces modifications importantes provoquèrent des erreurs dans le programme et lui firent découvrir la mauvaise question. Cela témoigne de la nature irrationnelle de la question dans l'esprit d'Arthur, puisqu'il est lui-même un descendant des Golganfricheux. En fait, la question dans l'esprit d'Arthur pourrait être une version altérée de la vraie question.
Il est également possible, étant donné la vision pessimiste de la technologie d'Adams (à la fin des années 1970), que la réponse 6 × 9 = 42  indique que le projet de la Terre était défectueux, et qu'il finirait par donner une réponse erronée, même si le programme avait été achevé avec succès. Cependant, si la Terre était un meilleur ordinateur que Pensées profondes et pourtant défectueux, il est possible que « 42 » soit une réponse incorrecte.
Certains lecteurs remarquèrent plus tard que 6 × 9 = 42 est exact si les calculs sont effectués en base 13 et non en base 10. Douglas Adams a signalé qu'il n'avait pas pensé à ce détail, et répéta que cela n'était pas pertinent : « Personne n'écrit de blagues en base 13. […] Je suis peut-être un cas désespéré, mais je ne fais pas de blagues en base 13. »

### La question de Marvin
Une autre possibilité de question ultime est présentée dans le troisième tome, La Vie, l'Univers et le Reste. Se plaignant souvent d'avoir « le cerveau de la taille d'une planète » et affirmant une fois qu'il peut voir la question dans les ondes cérébrales d'Arthur, il est possible que Marvin, le robot dépressif, connaisse la question. Si ceci est vrai, il est possible qu'elle apparaisse dans le paragraphe suivant, extrait de La Vie, l'Univers et le Reste, où Marvin parle à un matelas nommé Laplupard.

« Je suis — c'est une très grossière approximation — trente milliards de fois plus intelligent que vous [dit Marvin]. Laissez-moi vous fournir un exemple. Pensez à un chiffre, n'importe lequel.

— Euh, cinq [répondit le matelas].

— Faux. Vous voyez ? »

Étant donné la situation, et quelques autres indices, il est possible que la question ultime soit « Pensez à un nombre, n'importe lequel. » Ce serait ironique, puisque ce n'est pas vraiment une question.
« Pensez à un chiffre, n'importe lequel » est répété par l'ordinateur du Cœur en Or dans l'épilogue de La Vie, l'Univers et le Reste juste après qu'Arthur Dent suggère que Prak connaît peut-être la question ultime et se lamente que « Ça m'a toujours turlupiné qu'on ne l'ait jamais trouvée… »

### L'impossibilité de découvrir la question ultime
Une blague sur l'impossibilité de comprendre le vrai sens de l'Univers apparut d'abord dans la phase secondaire du feuilleton radiophonique en 1978. Elle disait ceci :

« D'après une théorie, le jour où quelqu'un découvrira exactement à quoi sert l'Univers et pourquoi il est là, ledit Univers disparaîtra sur-le-champ pour se voir remplacé par quelque chose de considérablement plus bizarre et inexplicable.
Selon une autre théorie, la chose se serait en fait déjà produite. »

La disparition de l'Univers par son observation peut être une allusion à la physique quantique, stipulant la destruction de l'objet d'étude par son observation effective.
La plaisanterie fut réimprimée dans Le Dernier Restaurant avant la fin du monde. Dans La Vie, l'Univers et le Reste, Arthur rencontre Prak, qui, grâce à une importante overdose d'un sérum de vérité particulièrement efficace, a acquis la connaissance de la vérité. Prak confirme que 42 est effectivement la réponse ultime à la grande question sur la vie, l'univers et le reste, mais révèle qu'il est impossible que la question et la réponse ultime soient à la fois connues pour le même Univers (une sorte de moyen de garder la clé loin de la serrure). Cette interprétation de l'impossibilité de découvrir la question ultime renvoie sans doute au théorème d'incomplétude de Gödel ou au principe d'incertitude d'Heisenberg.

## L'avis de Douglas Adams

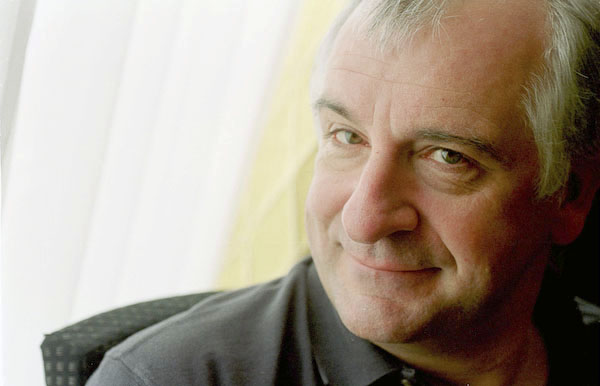
Douglas Adams.

On demanda souvent à Douglas Adams pendant sa carrière pourquoi il avait choisi le nombre 42. Beaucoup de théories furent proposées, mais il les rejeta toutes. Le 3 novembre 1993, il répondit sur le groupe de discussion alt.fan.douglas-adams :

« La réponse à ceci est très simple. C'était une plaisanterie. Ce devait être un nombre, ordinaire et plutôt petit, et j'ai choisi celui-ci. Les représentations binaires, la base treize, les moines tibétains ne sont que des balivernes. Je me suis assis à mon bureau, j'ai regardé dans le jardin et je me suis dit « 42 ira » et je l'ai écrit. Fin de l'histoire. »

Bien qu'il fût certainement vrai que la réponse ne devait être qu'un nombre sans signification cachée, le fait qu'il ait choisi 42 fut expliqué plus en détail lors d'une interview avec Ian Johnstone sur la BBC Radio 4 enregistrée en 1998 pour célébrer le vingtième anniversaire de la première émission radio du Guide galactique.
Dans l'interview, Adams dit qu'après avoir décidé que ce devrait être un nombre, il essaya de penser à ce que devrait être un « nombre ordinaire ». Il élimina les non-entiers, puis il se souvint avoir travaillé comme « emprunteur d'accessoires » pour John Cleese dans ses vidéos de Video Arts. Cleese avait besoin d'un nombre amusant qui servirait de chute à un long sketch le mettant en scène (dans le rôle d'un caissier de banque) avec Tim Brooke-Taylor (dans le rôle d'un client). Adams pensait que le nombre que Cleese avait trouvé était 42 et décida de l'utiliser.
Plusieurs tentatives de fans de retrouver cette vidéo ont été vaines, et il est possible qu'elle n'ait jamais été publiée ou qu'elle ait été effacée depuis.
Douglas Adams ne cherchait-il qu'à démontrer que l'être humain se pose bien trop de questions, auxquelles il n'y aura évidemment jamais aucune réponse ?

## Adaptation cinématographique
Dans le film H2G2 : Le guide du Voyageur Galactique de Garth Jennings, La grand question est au centre d'une partie du film. L'histoire de l'ordinateur Pensée Profonde et sa réponse sont racontées, mais le nom du nouvel ordinateur créé pour aider le souris à trouver la réponse est volontairement effacée des archives que regardent les protagonistes. Zaphod se rend sur la planète Magrathea pour trouver la réponse.
Après de nombreuses péripéties, il découvre que le nouvel ordinateur en question est "un autre monde"... malheureusement détruit en début du film par les Vogons. Plus tard, les protagonistes sont séquestrés par les souris qui veulent le cerveau d'Arthur pour obtenir la fameuse question, mais celui-ci se révolte et tue les souris, sans forcément avoir donné la bonne question.

## Allusions

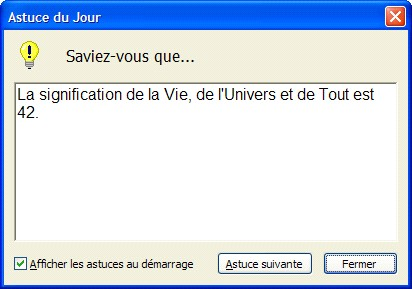
« Astuce du jour » sous pgAdmin III.

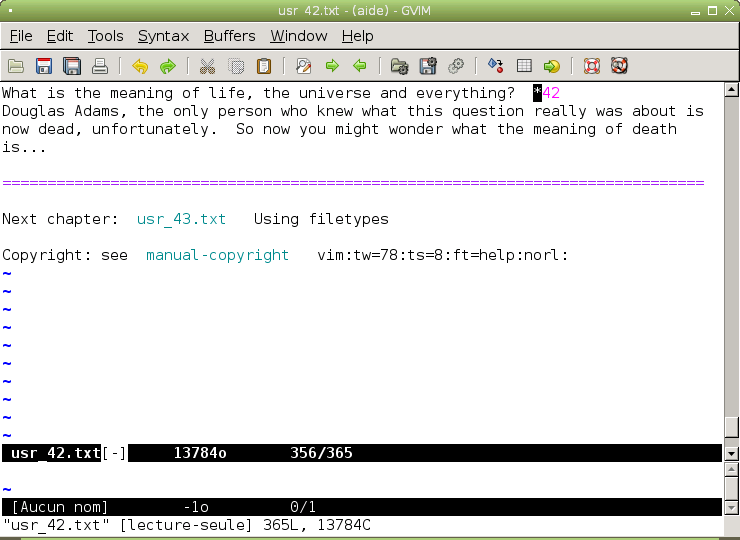
« Aide au sujet de 42 » sous vim.

Plusieurs allusions à la grande question ou à sa réponse apparaissent dans la culture populaire.
- 42 - La réponse à presque tout (de) est une émission de vulgarisation scientifique diffusée sur Arte depuis le 4 septembre 2021.

### Séries télévisées
- Dr House : Dans l'épisode 17 de la saison 2, le docteur Gregory House recherche la pathologie d'un enfant dont les symptômes sont identiques à ceux d'une ancienne patiente décédée. Lors d'une réunion, il répond au Dr Cameron que 42 est son nombre fétiche.

– Dr Cameron : "Son hématocrite serait bas, il est à 44 et celui d'Esther n'est jamais descendu en d..."

– Dr House : "42 !"

– Dr Foreman : "Vous connaissez son hématocrite par cœur ?"

– Dr House : "C'est mon nombre fétiche."
- Doctor Who : Le 7e épisode de la saison 3 a pour titre 42, en version originale.
- Lost : Les Disparus : 42 est le dernier de la liste des nombres dans la série  (4, 8, 15, 16, 23 et 42). Les auteurs de la série ont décidé de choisir ce nombre comme un hommage à Douglas Adams[4].
- X-Files : Aux frontières du réel : Dans sa première saison, le numéro de l'appartement de Fox Mulder est 42, ce qui pourrait être une allusion à l'œuvre de Douglas Adams selon IMDb[5], mais il y a aussi d'autres allusions, comme l'heure, où il est souvent la 42e minute de l'heure.
- Stargate Atlantis
  - Cauchemar sur Atlantis : Le Dr Rodney McKay demande « Avez-vous la moindre idée du nombre d'adresses répertoriées par les anciens qui n'ont pas de description ? » Le colonel Sheppard répond alors très passivement « 42[6] ? », ce qui pourrait être une allusion à l'œuvre de Douglas Adams[7].
  - Quarantaine : il est dit que le code d'accès de Rodney McKay est constitué des dates de naissance d'Isaac Newton, Albert Einstein et lui-même, suivies de 42, qui serait, selon le lieutenant-colonel John Sheppard, « la réponse définitive aux grandes questions qu'on se pose sur la vie et sur l'Univers[8],[9] ».

- Dans la série Stargate Universe (Regrets éternels), Nicholas Rush écrit au tableau « 46 », nombre qui revient sans arrêt dans ses rêves, et Daniel Jackson lui dit « 46 ! Pourtant je crois que la réponse à la grande question sur la vie, l'univers et le reste est 42. Le guide du voyageur galactique[10],[11]. ».
- Dans Mentalist : saison 2 épisode 21
- Dans Supernatural : saison 10 épisode 17 L’échappée belle : le portail pour accéder au Paradis se trouve derrière la porte 42.

### Moteurs de recherche
- Google : il répond 42 à la recherche « the answer to life, the universe and everything[12] » (sans les guillemets).
- Doona : le moteur de recherche humanitaire répond « La question reste inconnue à ce jour, l'ordinateur « Terre » n'ayant pas encore fini son calcul. » à la requête « 42[13] ».
- WolframAlpha : Lorsqu'on demande au moteur de recherche la signification de la vie ou une question proche, il répond « 42[14] ».
- DuckDuckGo : il répond 42 à la recherche « Answer to the (ultimate) question of Life, the universe and everything[15] » (sans les guillemets) et inversement (Rechercher 42 donne comme réponse « Answer to the (ultimate) question of Life, the universe and everything » (Préciser "Ultimate" est facultatif).

### Jeux vidéo
- Guilty Gear Xrd : Lorsque Raven gagne contre Jack-o, sa winning quote est "You are complete, are you not...? Then perhaps you know the answer to... 42."
- Spore : Dans ce jeu vidéo, le succès « 42 » est attribué à quiconque découvrant le centre de la galaxie[16]. C'est également le nombre de munitions de la Crosse de Vie que reçoit le joueur en traversant celui-ci.
- World of Warcraft : Lors des écrans de chargement de jeu vidéo, un message d'astuce se trouve parfois être « Quelle que soit la question, la réponse est 42[17]. »
- League Of Legends : Plusieurs personnages font des références au nombre 42 : Heimerdinger dit souvent les phrases suivantes : « 42 ! J'en étais sûr ! Mais ; quelle était la question déjà ? » ; « 42... ce nombre doit bien vouloir dire quelque chose... »
- Dans le visual novel Umineko no Naku Koro Ni, quand les domestiques demandent à leur maître ce qu'ils doivent faire, il leur répond « {{{1}}} ».
- Un des hauts faits de Starcraft II : Legacy of the Void s'intitule La Réponse Ultime et est obtenu en récoltant 42 palettes de ressources au cours d'une mission.
- Dans le MMORPG Dofus, le PNJ « Dullianne » se trouvant à l'entrée du château du comte Harebourg sur l'île de Frigost en -61,-78 fait référence à l'énigme de Vulkania en parlant de 42. Par ailleurs, le pnj « Matt Hematik » de Vulkania fait de nombreuses fois allusion à ce nombre au cours des quêtes de l'île (notamment lors de la quête « Souvenirs perdus »[18]).
- Dans le jeu Star Citizen, le squadron du joueurs dans le jeu solo est le numéro 42.
- Dans l'extension "À la vie, à la mort" du jeu Les Sims 4, lorsque l'on demande à la Faucheuse "quel est le sens de la vie ?", un moodlet indiquant un "42" apparaît.

### Musique
- Le groupe Level 42 doit son nom à l'œuvre de Douglas Adams[19].

### Autres
- Le nombre 42 est le code ASCII pour l’astérisque *, un métacaractère fréquemment utilisé indiquant tout nombre ou caractère dans un programme. Cela pourrait être interprété comme la réponse « tout ce que vous voulez que ce soit ».
- Lorsque l'on pose la question « What is the answer to the life, the universe, and everything ? », Cleverbot répond 42.
- Le premier TLD numérique « .42 »[20]
- De même Siri (l’assistant vocal des iPhone) fait parfois cette réponse[21].
- Dans le jeu de société Ad Astra, de Bruno Faidutti et Serge Laget, la carte Omnibus Rebus Responsum (Réponse ultime à toutes les questions) permet au joueur qui la possède d’être vainqueur si son score est exactement de 42 points en fin de partie[22].
- Dans le jeu de société Terraforming Mars, de Jacob Fryxelius, le commentaire au bas de la carte IA Centrale est : « 42 ».
- Dans l’interprète du langage Prolog : SWI-Prolog, l’exécution d’une commande dont la valeur d'une des variables est incertaine, renvoie : ... 1,000,000 ............ 10,000,000 years later >> 42 << (last release gives the question)[23].
- 42, une école informatique créée par Xavier Niel qui a ouvert en novembre 2013.
- Histoire des religions : une étude sur le rôle du nombre 42 dans la Bible, le Talmud et les religions mésopotamienne et égyptienne est intitulée « The Answer to the Meaning of Life, the Universe and the Elohistic Psalter »[24]. Son auteur, Laura Joffe, fait explicitement référence à l’œuvre de Douglas Adam dans les notes 3 et 39 de cet article.
- Interrogé au Sénat français le 25 octobre 2017 sur la manière dont le pays se prépare à l'impact de l’intelligence artificielle sur le marché du travail, le secrétaire d'État chargé du numérique, Mounir Mahjoubi, répond dans  un premier temps : « Voilà encore une question très large, qui pose peut-être même la question de la question… », puis ajoute : « 42 !… »[25].
- La dernière page du « Guide d'Hygiène Informatique, Renforcer la sécurité de son système d'information en 42 mesures[26] » de l'ANSSI (Agence nationale de la sécurité des systèmes d'information) porte cette mention : "Références : Douglas Adams, The Hitchhiker’s Guide to the Galaxy (ou H2G2), roman de science-fiction, 1979"

### Œuvres de Douglas Adams
1. ↑  Le Guide du voyageur galactique, p. 213.
2. ↑  Le Guide du voyageur galactique, p. 231.
3. ↑  Le Guide du voyageur galactique, p. 232.
4. ↑  Le Guide du voyageur galactique, p. 234.
5. 1 2  Le Guide du voyageur galactique, p. 253.
6. ↑  Le Guide du voyageur galactique, p. 53.
7. ↑  Le Guide du voyageur galactique, p. 260.
8. ↑  Le Guide du voyageur galactique, p. 259.
9. ↑  Globalement inoffensive, p. 319.
10. ↑  Le Dernier Restaurant avant la fin du monde, p. 276.
11. ↑  « Sans doute la mauvaise, ou bien une déformation de la bonne. Mais ça nous fournirait déjà un indice, si on parvenait à la trouver. » Le Dernier Restaurant avant la fin du monde, p. 274.
12. ↑  « La réponse est inscrite dans l'encéphalogramme du Terrien, poursuivit Marvin, mais je doute que ça vous intéresse des masses. » Le Dernier Restaurant avant la fin du monde, p. 179.
13. ↑  La Vie, l'Univers et le Reste, p. 82–83.
14. ↑  La Vie, l'Univers et le Reste, p. 283.
15. ↑  Le Dernier Restaurant avant la fin du monde, p. 13–15.
16. ↑  La Vie, l'Univers et le Reste, p. 289–290.

### Autres sources
1. ↑  une référence à Deep Throat, Gorge profonde.
2. ↑  (en) Adams, Douglas, « Why 42? », sur alt.fan.douglas-adams, 3 novembre 1993 (consulté le 24 décembre 2010).
3. ↑  Cette interview a été publiée dans Douglas Adams's Guide to The Hitch-Hiker's Guide to the Galaxy, Cassette BBC  (ISBN 0-563-55236-0) et dans  The Hitchhiker's Guide to the Galaxy - The Collectors Edition CD BBC  (ISBN 0-563-47702-4).
4. ↑  (en) « 42 », sur Lostpedia.
5. ↑  (en) « Trivia for X Files (1993) », sur Internet Movie Database (consulté le 24 décembre 2010).
6. ↑  Épisode Cauchemar sur Atlantis, quatrième épisode de la quatrième saison de la série Stargate Atlantis. Autres crédits : Andy Mikita, Carl Binder..
7. ↑  (en) « Stargate Atlantis: Doppelganger Trivia and Quotes », sur tv.com (consulté le 24 décembre 2010).
8. ↑  Épisode Quarantaine, treizième épisode de la quatrième saison de la série Stargate Atlantis. Autres crédits : Andy Mikita, Carl Binder..
9. ↑  (en) « Stargate Atlantis: Quarantine Trivia and Quotes », sur tv.com (consulté le 24 décembre 2010).
10. ↑  Épisode Regrets éternels, quatorzième épisode de la première saison de la série Stargate Universe. Autres crédits : Jeff Vlaming..
11. ↑  (en) « Stargate Universe: Human Trivia and Quotes », sur tv.com (consulté le 24 janvier 2011).
12. ↑  (en) « The answer to life, the universe and everything », sur Google.com (consulté le 23 décembre 2010).
13. ↑  (fr) « Requête 42 », sur Doona.fr.
14. ↑  (en) « Aswer to the ultimate question of life, the universe and everything », sur wolframalpha.com (consulté le 8 mars 2010).
15. ↑  « Answer to the Ultimate question of life, the universe and everything », sur duckduckgo.com (consulté le 15 mai 2016).
16. ↑  (en) Langer, Jörg, « Spore: Not a bad game », sur GamersGlobal (consulté le 23 décembre 2010).
17. ↑  « Liste des astuces au démarrage », sur WoW-fr.com (consulté le 18 avril 2010).
18. ↑  Souvenirs perdus, sur dofus2.org. Consulté le 7 septembre 2013.
19. ↑  (en) Duncan, Amy, « Level 42: British rockers with jazz roots ride high in US », sur The Christian Science Monitor, 19 novembre 1987 (consulté le 23 décembre 2010).
20. ↑  Guillaume Champeau, « Des noms de domaine en .42 pour un web libre et ouvert - Business - Numerama », sur Numerama, 23 décembre 2010 (consulté le 25 mai 2016).
21. ↑  (en) « Siri answers: What’s the meaning of life? », sur sirifunny.com (consulté le 12 octobre 2011).
22. ↑  (en) « To The Stars », sur Fantasy Flight Games (consulté le 24 décembre 2010).
23. ↑  (en) « SWI-Prolog Easter Egg - Hitchhiker's Guide to the Galaxy Referance », sur The Easter Egg Archive (consulté le 24 décembre 2010).
24. ↑  (Journal for the Study of the Old Testament (en), vol. 27, no 2.
25. ↑  « Séance du 25 octobre 2017 (compte rendu intégral des débats) », sur senat.fr, 25 octobre 2017.
26. ↑  « Guide d’hygiène informatique | ANSSI », sur cyber.gouv.fr (consulté le 24 avril 2024)